# Protettorato di Aden
Il Protettorato di Aden (in arabo  محمية عدن‎? Maḥmiyyat ‘Adan) fu un territorio posto sotto il protettorato britannico nel sud della Penisola Araba, dove si trova attualmente lo Yemen. Era sostanzialmente un territorio nell'hinterland della Colonia di Aden. Il protettorato e la colonia di Aden, prima divennero Federazione degli Emirati Arabi del Sud e Protettorato dell'Arabia Meridionale e poi, al momento dell'indipendenza, diedero vita alla Federazione dell'Arabia Meridionale e successivamente alla Repubblica Democratica dello Yemen, che in seguito si unificò con lo Yemen del Nord per formare quello che è oggi lo Yemen.

## Storia

### Inizi informali
Inizialmente vennero siglati trattati informali di protezione con nove tribù nell'immediato entroterra della città portuale di Aden. Queste tribù erano: 
- Sultanato di Lahej
- Sceiccato di Alawi
- Emirato di Dhala
- Sceiccato di Aqrabi
- Sultanato di Aulaqi Inferiore
- Sultanato di Fadhli
- Sultanato di Haushabi
- Sultanato di Subeihi
- Sultanato di Yafa Inferiore

L'espansione britannica nella zona venne progettata per garantire sicurezza all'importante porto che era, al tempo, governato dall'India britannica. Dal 1874, su questo regime di protezione esisteva la tacita accettazione  dell'Impero ottomano che mantenne la sovranità sul Vilayet dello Yemen. Queste comunità politiche divennero note collettivamente come "Nove Tribù" o "Nove Cantoni."

### Trattati formali di protezione
A partire da un formale trattato di protezione con il Sultanato Mahra di Qishn e Socotra siglato nel 1886, il Regno Unito avviò un lento percorso di formalizzazione degli accordi di protezione che portò alla firma di trenta trattati di protezione, l'ultimo dei quali siglato solo nel 1954. Questi trattati, insieme a un certo numero di accordi minori, crearono il Protettorato di Aden che si estendeva fino al Hadramawt e comprendeva tutto il territorio che sarebbe diventato lo Yemen del Sud ad eccezione degli immediati dintorni e del porto della capitale coloniale, Aden.
Aden, con il suo porto, era l'unica area sotto la diretta sovranità britannica e, insieme con alcune isole al largo, era conosciuta come Insediamento di Aden (1839 - 1932), Provincia di Aden (1932 - 1937), Colonia di Aden (1937 - 1963) e, infine, Stato di Aden (1963 - 1967).
In cambio della protezione britannica, i governanti monarchici dei territori che costituivano il Protettorato, si impegnarono a non concludere trattati con altre potenze straniere e a non cedere loro alcun territorio. Nel 1917, il controllo del Protettorato venne trasferito dal governo indiano, che aveva ereditato gli interessi sulla importante rotta navale dall'Europa all'India dalla Compagnia britannica delle Indie orientali, al Foreign Office britannico. A fini amministrativi, il territorio fu informalmente diviso in Protettorato orientale (con un proprio funzionario politico, un consulente britannico, di stanza a Al-Mukalla nel Sultanato di Qu'aiti dal 1937 al 1967 circa) e in Protettorato occidentale (con un proprio funzionario politico, di stanza a Lahej dal 1º aprile 1937 al 1967).
Nel 1928, i britannici crearono un comando militare di stanza, sotto la leadership della Royal Air Force, per preservare la sicurezza del Protettorato. Il comando venne poi ribattezzato con il nome di Forze Britanniche di Aden nel 1936, in seguito con quello di Forze Britanniche della Penisola Arabica e quindi come Comando del Medio Oriente (Aden).

### Sistemi politici
I confini tra i sistemi politici e perfino il loro numero oscillarono nel corso del tempo. Alcuni, come il Sultanato Mahra di Qishn e Socotra non avevano un sistema amministrativo funzionante.
Non erano incluse nel protettorato la colonia di Aden e le aree insulari di Perim, Kamaran e Kuria Muria.

#### Protettorato orientale

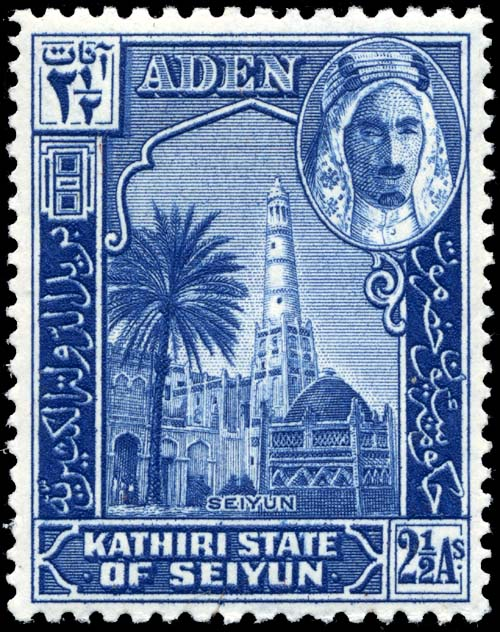
Francobollo postale del Sultanato di Kathiri con il ritratto del sovrano.

Il protettorato orientale (circa 230.000 km²) includeva i seguenti soggetti (situati quasi tutti nella regione del Hadramawt):
- Sultanato di Balhaf
- Sultanato di Bir Ali
- Sultanato di Haban
- Sultanato di Kathiri
- Sultanato Mahra di Qishn e Socotra
- Sultanato di Qu'aiti

#### Protettorato occidentale

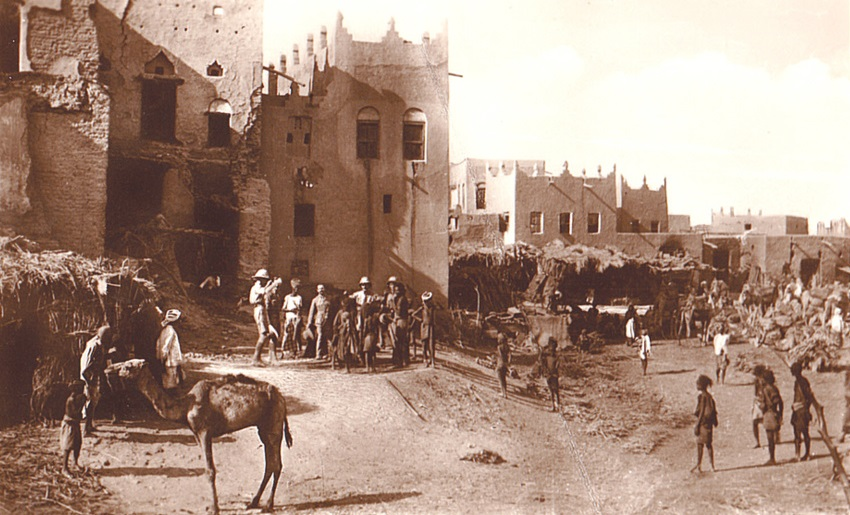
Il mercato di Lahej nel 1910 circa.

Il protettorato occidentale (circa 55.000 km²) includeva i seguenti soggetti:
- Sceiccato di Alawi
- Sceiccato di Aqrabi
- Sultanato di Audhali
- Sultanato di Aulaqi Inferiore
- Sceiccato di Aulaqi Superiore
- Sultanato di Aulaqi Superiore
- Emirato di Beihan
- Sceiccato di Dathina
- Emirato di Dhala, con il dipendente:
  - Sceiccato di Qutaibi
- Sultanato di Fadhli
- Sultanato di Haushabi
- Sultanato di Lahej
- Sceiccato di Shaib
- Sultanato di Yafa Inferiore
- Sultanato di Yafa Superiore, con i dipendenti:
  - Sceiccato di Busi
  - Sceiccato di Dhubi
  - Sceiccato di Hadrami
  - Sceiccato di Muflahi
  - Sceiccato di Mawsata

### Trattati di consulenza

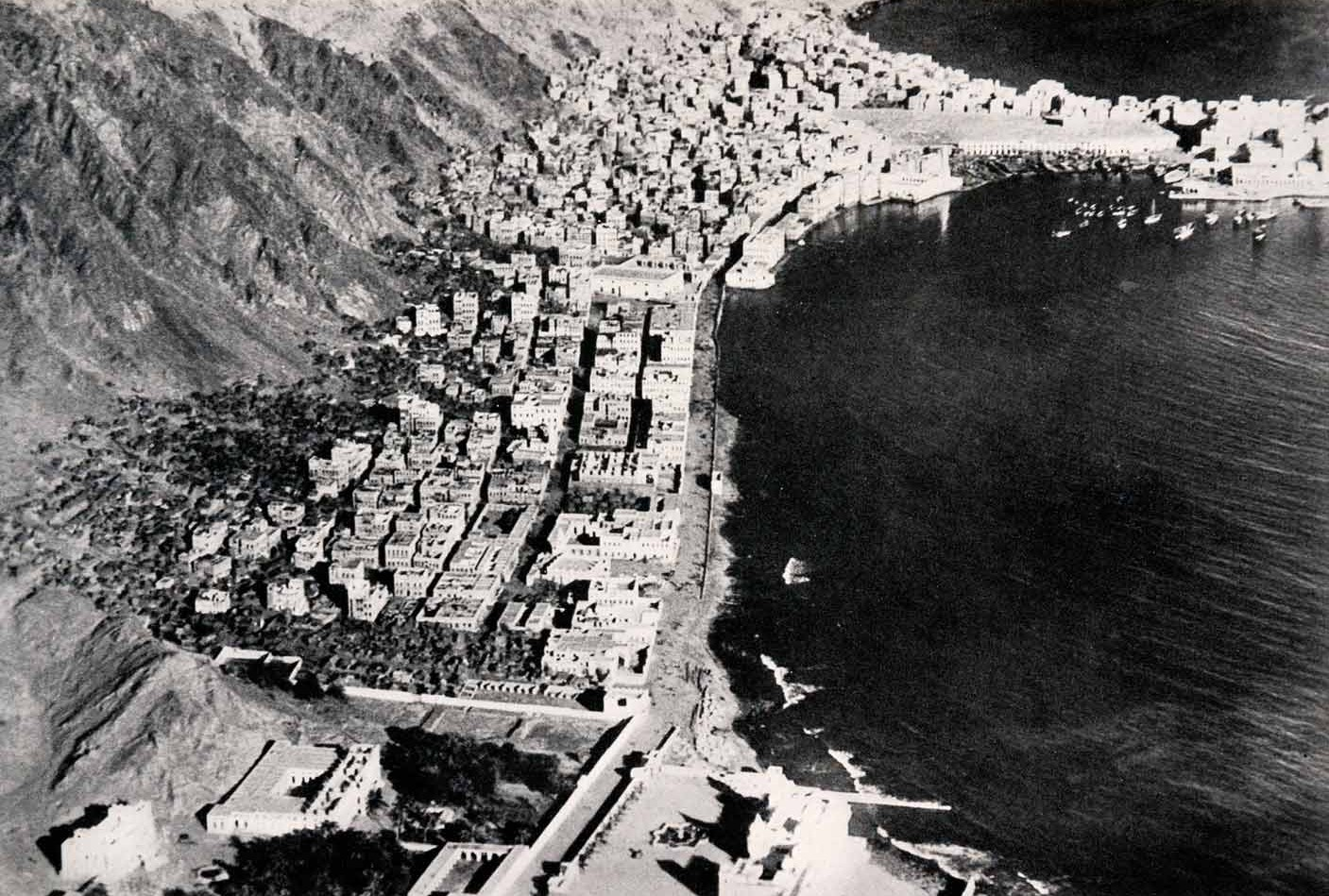
Vista aerea di Mukalla del 1932.

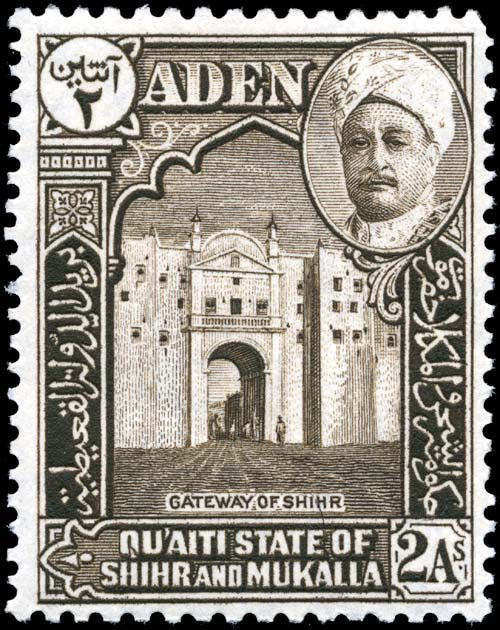
Francobollo postale del Sultanato di Qu'aiti con il ritratto del sovrano Saleh bin Ghalib.

Nel 1938, la Gran Bretagna firmò un trattato di consulenza con il Sultanato di Qu'aiti e, nel corso del decennio 1940 - 1950, altri dodici stati del protettorato siglarono trattati simili. Di seguito gli stati che firmarono:
Protettorato orientale:
- Sultanato di Balhaf
- Sultanato di Kathiri
- Sultanato Mahra di Qishn e Socotra
- Sultanato di Qu'aiti

Protettorato occidentale:
- Sultanato di Audhali
- Sceiccato di Aulaqi Superiore
- Sultanato di Aulaqi Inferiore
- Emirato di Beihan
- Emirato di Dhala
- Sultanato di Haushabi
- Sultanato di Fadhli
- Sultanato di Lahej
- Sultanato di Yafa Inferiore

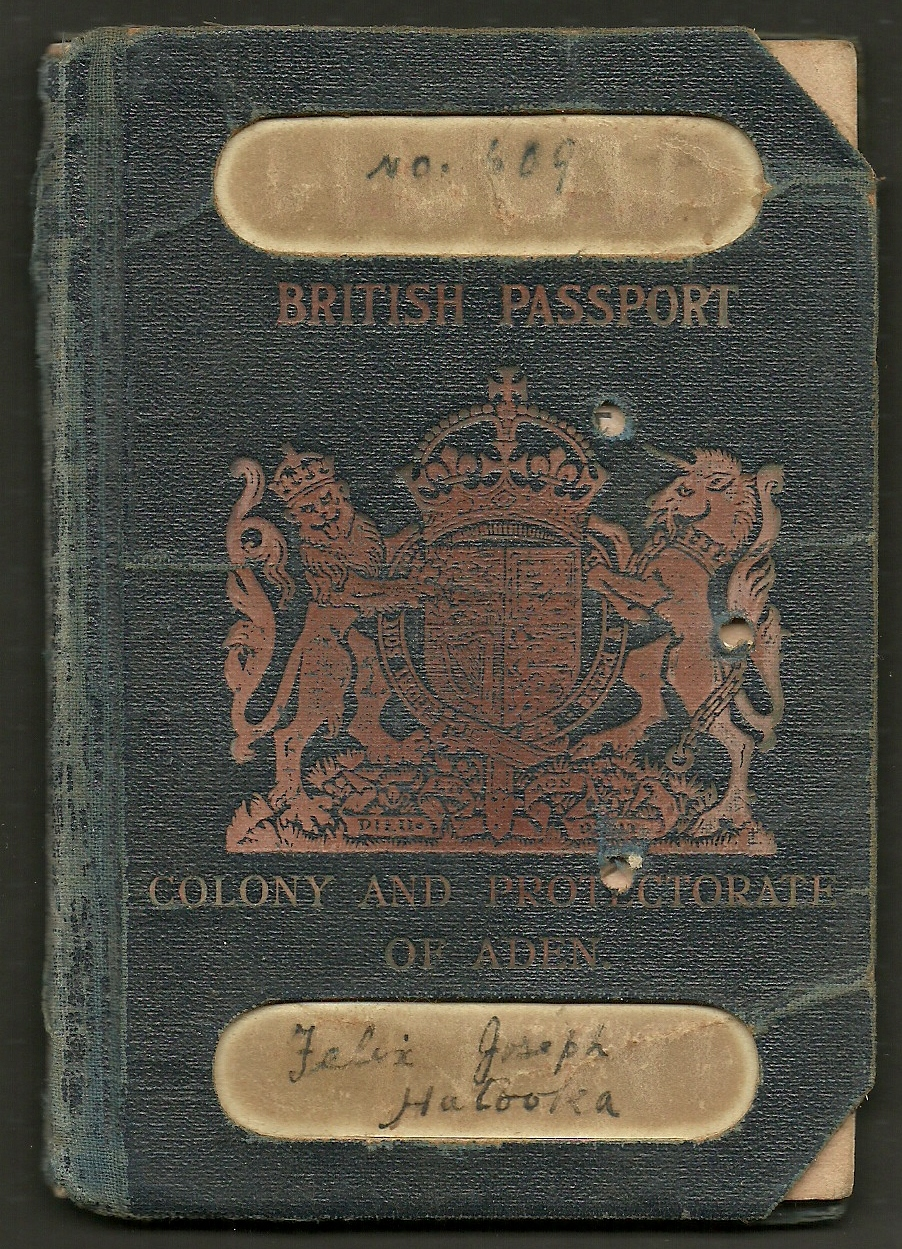
Passaporto del protettorato del 1940.

Questi accordi consentivano lo stazionamento di un resident advisor negli Stati firmatari, permettendo così agli inglesi un maggior grado di controllo sugli affari interni dei principati. Questo permise una razionalizzazione e stabilizzazione degli stati e delle leggi governative di successione ma ebbero l'effetto negativo di incoraggiare la corruzione degli ufficiali. Bombardamenti aerei e punizioni collettive a volte furono utilizzate contro le tribù ribelli per far rispettare gli stati clienti britannici. Tuttavia, il regime di protezione finì per essere visto come un impedimento al progresso e la diffusione delle prime radio a transistor permettevano la divulgazione delle nuove idee del nazionalismo arabo.

### Le sfide per lo status quo

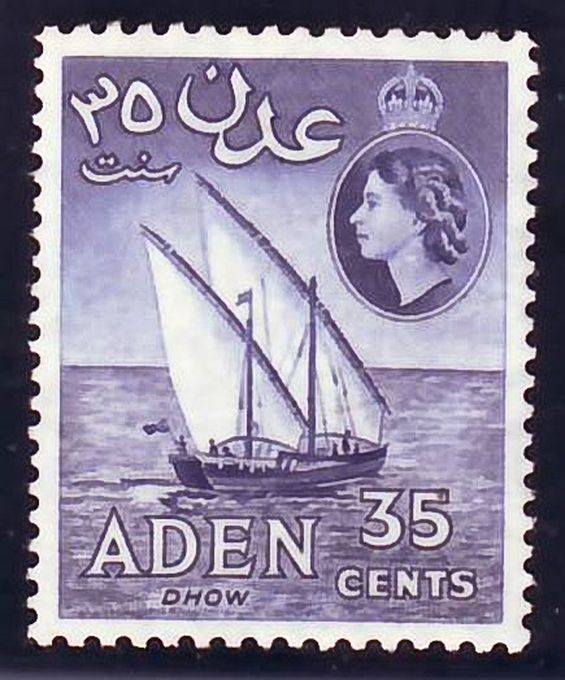
Francobollo postale con il ritratto di Elisabetta II del 1953.

Il controllo britannico nell'area venne contestato anche da Ahmad ibn Yahya, re dello Yemen, che non riconosceva la sovranità britannica nell'Arabia meridionale e ambiva di creare un grande Yemen unificato. Alla fine degli anni '40 e nei primi anni '50, lo Yemen fu coinvolto in una serie di schermaglie di confine lungo la contestata linea viola, istituita nel 1914 per separare lo Yemen, allora provincia ottomana, dal Protettorato dello Yemen.
Nel 1950, Kennedy Trevaskis, consulente del protettorato occidentale elaborò un piano per dividere gli stati del protettorato in due federazioni, corrispondenti alle due metà del protettorato. Anche se poco fu fatto per portare il progetto a buon fine, venne considerato una provocazione da Ahmad ibn Yahya. In aggiunta al suo ruolo di re, egli era anche l'imam degli zaydi, sottogruppo sciita dell'Islam. Temeva che una federazione di successo nei protettorati sunniti sarebbe servito come un faro per gli Shafi'iti scontenti che abitavano le regioni costiere dello Yemen. Per contrastare la minaccia, Ahmad intensificò gli sforzi dello Yemen nel minare il controllo britannico e, a metà degli anni '50, lo Yemen sostenne una serie di rivolte delle tribù scontente contro gli stati del protettorato.

### La Federazione e la fine del protettorato
Aden era un porto di primario interesse per il Regno Unito, inizialmente come tappa nella via verso l'India britannica, in seguito, dopo la perdita di gran parte delle colonie e la disastrosa crisi di Suez nel 1956, come un porto importante per accedere all'essenziale petrolio del Medio Orientale. Per questo la città di Aden venne scelta come nuova base del Comando del Medio Oriente.
La pressione nazionalista spronò i governanti degli stati minacciati del protettorato di Aden a rilanciare gli sforzi nel formare una federazione e, in data 11 febbraio 1959 sei di loro firmarono un accordo che portò alla nascita della Federazione degli Emirati Arabi del Sud. Nei successivi tre anni, si aggiunsero altri nove principati e, il 18 gennaio 1963, con l'ingresso della colonia di Aden, venne istituita la Federazione dell'Arabia Meridionale. Allo stesso tempo, i quattro principati (per lo più situati nella parte orientale), che non avevano aderito alla Federazione formarono il Protettorato dell'Arabia Meridionale, mettendo così fine all'esistenza del protettorato di Aden.

### Emergenza di Aden
Il 10 dicembre 1963 venne dichiarato lo stato d'emergenza nell'ex protettorato e nel nuovo Stato di Aden.
L'emergenza era causata in gran parte da un'ondata di nazionalismo arabo che si andava diffondendo nella penisola arabica e che derivava in gran parte dalle dottrine socialiste e pan-arabiste del leader egiziano Gamal Abd el-Nasser. Gli inglesi, i francesi, e le forze di occupazione israeliane che aveva invaso l'Egitto di Nasser dopo la nazionalizzazione del canale di Suez nel 1956, furono costretti a ritirarsi dopo un intervento degli Stati Uniti e dell'Unione Sovietica.
Tuttavia, Nasser aveva goduto di un successo limitato nel diffondere le sue dottrine pan-arabiste, con il suo tentativo, attuato nel 1958, di unificare il suo paese e la Siria in un'unica nazione, la Repubblica Araba Unita, fallito solo tre anni più tardi. Ad Aden, nel 1963, scoppiò una rivolta anti coloniale che fornì un'altra opportunità potenziale per diffondere le sue dottrine, anche se non è chiaro in che misura Nasser abbia direttamente incitato alla rivolta gli arabi di Aden. Secondo altre ricostruzioni, gli insorti si ispirarono solamente alle idee del politico egiziano ma agirono in modo indipendente.
Nel 1963 e negli anni successivi, gruppi di guerriglia anti-britannici con diversi obiettivi politici cominciarono a fondersi in due più grandi, organizzazioni rivali: il filo-egiziano Fronte di Liberazione Nazionale (FLN) e il Fronte per la Liberazione dello Yemen del Sud Occupato (FLOSY), in lotta fra loro oltre che contro i britannici.

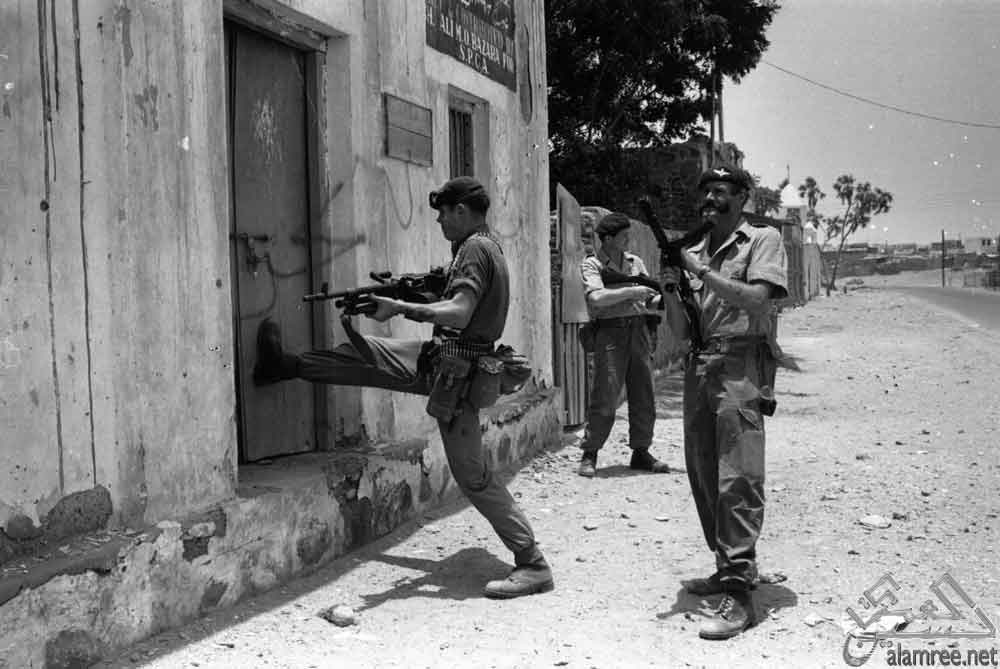
Soldati ad Aden nel 1965.

Nel 1965, nella stazione della RAF (RAF Khormaksar) operavano nove squadroni. Tra queste, le unità di trasporto con elicotteri e un certo numero di Hawker Hunter, aerei da attacco al suolo. Questi furono chiamati dall'esercito per effettuare attacchi contro le posizioni nemiche utilizzando i razzi altamente esplosivi da 60 libbre e il cannone ADEN da 30 mm.
Altro evento del conflitto che continuava a diffondersi in tutta la regione fu la battaglia del cratere, che portò il tenente colonnello Colin Campbell Mitchell (AKA. "Mad Mitch") alla ribalta. Il 20 giugno 1967 ci fu un ammutinamento nell'esercito della Federazione, che si diffuse anche alla polizia. L'ordine venne restaurato dagli inglesi, grazie soprattutto agli sforzi del 1º Battaglione Argyll e Sutherland Highlanders, sotto il comando del tenente colonnello Mitchell.
Tuttavia, gli attacchi mortali della guerriglia contro le forze britanniche, in particolare da parte del filo-egiziano Fronte di Liberazione Nazionale, presto ricominciarono in tutta la loro intensità. La presenza britannica si concluse definitivamente con la partenza delle truppe britanniche. Il ritiro venne effettuato prima di quanto era stato previsto dal primo ministro britannico Harold Wilson e lasciarono lo stato senza un accordo sul governo successivo. Infine, i nemici dello Stato di Aden e della Federazione riuscirono a prendere il potere.

## Fonti
- Paul Dresch. A History of Modern Yemen.Cambridge, UK: Cambridge University Press, 2000.
- R.J. Gavin. Aden Under British Rule: 1839-1967. London: C. Hurst & Company, 1975.
- Tom Little. South Arabia: Arena of Conflict. London: Pall Mall Press, 1968.